# École Avery Coonley
L'école Avery Coonley, aussi appelé Avery Coonley, est une école recevant des élèves surdoués âgés d'entre trois et quatorze ans, située à Downers Grove dans le comté de DuPage, dans l'Illinois. Fondée en 1906, elle suit les préceptes de la théorie de l'éducation nouvelle de John Dewey (l'enfant doit participer activement à son éducation) et d'autres philosophes. De 1943 à 1965, Avery Cooley fait office de laboratoire pour la formation de professeurs et des recherches sur l'éducation.
Dans les années 60, ACS devient un centre de recherche régional et commence à se concentrer sur l'éducation des enfants surdoués. L'école occupe différents emplacements au cours de son histoire, dont un petit cottage sur le domaine Coonley à Riverside, dans l'Illinois puis un bâtiment conçu par Frank Lloyd Wright. Il est déplacé à Downers Grove en 1916 et devient l'école Avery Coonley en 1929, avec un nouveau campus aménagé par Jens Jensen, connu comme « le doyen des architectes paysagistes » Le campus est agrandi à plusieurs reprises à partir des années 1980. Avery Coonley est ajouté au registre national des lieux historiques en 2007, grâce à « l'influence durable sur les établissements scolaires des États-Unis » de son programme éducatif et de la conception de ses bâtiment et terrains. L'héritage progressiste apparait dans le programme d'études actuel, qui conserve de nombreuses traditions et activités éducatives remontant aux débuts de Avery Coonley. Le programme scolaire enseigné aux élèves correspondant au programme du niveau supérieur (d'au moins un an) à leur âge. Ils explorent des thèmes généraux leur permettant d'apprendre dans toutes les matières et de s'engager dans des projets créatifs et collaboratifs, en utilisant largement la technologie pédagogique. Des activités parascolaires sont aussi proposés.
L'admission est compétitive et un score de QI d'au moins 124 est requis. L'école se distingue par son palmarès obtenus dans les concours académiques aux niveaux étatique et national. Avery Coonley est classée école Blue Ribbon par le ministère de l'Éducation des États-Unis en 1988.
Avery Coonley attire l'attention des médias en 1994 lorsque l'école est empêchée de participer à la compétition à l'Illinois State Science Fair après l'avoir remporté pour la quatrième année consécutive. La décision est annulée par la suite[réf. nécessaire].